# Michael Gracz
Maciek 'Michael' Gracz (Warschau, 23 oktober 1980) is een Pools professioneel pokerspeler. Hij won onder meer het $10.000 World Poker Tour Event - Limit Hold'em-toernooi van de Partypoker.com Million IV 2005 (goed voor een hoofdprijs van $1.500.000,-) en het $1.000 No Limit Hold'em-toernooi van de World Series of Poker 2005 (goed voor $594.460,-).
Het tijdschrift Cardplayer kende Gracz de 2005 Breakthrough Player of the Year Award toe. Hij had in juni 2014 in totaal meer dan $3.100.000,- gewonnen met pokertoernooien, cashgames niet meegerekend.
Gracz werd geboren in Polen, maar verhuisde op zijn vierde met zijn familie naar de Verenigde Staten. Hij ging er wonen in Raleigh en studeerde aan de North Carolina State University.

## Wapenfeiten
Naast zijn World Poker Tour- en World Series of Poker-titels, behaalde Gracz verschillende andere aansprekende resultaten in prestigieuze pokertoernooien. Zo won hij ook het $5.000 No Limit Hold'em Championship van The 2004 Trump Classic ($295.275,-). Daarnaast werd hij onder meer:
- zevende in het $2.500 No Limit Hold'em-toernooi van het Bellagio Festa Al Lago IV 2005 ($9.970,-)
- zevende in het $1.500 No Limit Hold'em-toernooi van de Fourth Annual Five Diamond World Poker Classic 2005 ($12.820,-)
- derde in het $2.500 No Limit Hold'em-toernooi van de Borgata Poker Open 2006 ($64.589,-)
- zesde in het $1.000 No Limit Hold'em-toernooi van de World Series of Poker 2007 ($84.858,-)
- negende in het $5.000 No Limit Hold'em-toernooi van de World Series of Poker 2007 ($43.684,-)
- zesde in het $5.000 No Limit Hold'em-toernooi van de 6th Annual Festa Al Lago Classic 2008 ($32.025,-)

## WSOP-titel
| Jaar                       | Toernooi                           | Prijs      |
| -------------------------- | ---------------------------------- | ---------- |
| World Series of Poker 2005 | $1.000 No Limit Hold'em met rebuys | $594.460,- |